# Traité de Teusina
Le traité de Teusina, Tyavzin or Tyavzino, aussi connu sous le nom de la Paix éternelle avec la Suède en Russie, fut conclu le 18 mai 1595, par des diplomates russes menés par le boyard Afanassiy Pouchkine (ancêtre du poète Alexandre Pouchkine) et les ambassadeurs du roi de Suède dans le village de Teusina (ru) (en russe : Tyavzino, en finnois : Täyssinä, en suédois : Teusina) proche de Ivangorod dans le duché d'Ingrie, pour clore la guerre russo-suédoise de 1590-1595.

## Dispositions de l'accord
- Le traité revient sur les accords du traité de Plussa de 1583, en redonnant à la Russie tous les territoires cédés à la Suède sauf Narva.
- Le tsarat de Russie reçoit la plus grande partie de l'Ingrie, avec les villes de Ivangorod, Kinguissepp, Koporye et la forteresse de Käkisalmi.
- Les frontières d'avant la guerre de Livonie sont restaurées.
- La frontière russo-suédoise est délimitée par l'embouchure de la rivière Sestra (en finnois : Rajajoki, en russe : Сестра, suédois : Systerbäck) dans le golfe de Finlande, le lac Saimaa, le lac Inari, Näätämö (en) et au nord jusqu'à la mer de Barents.

La Suède reprend le contrôle de l'Ingrie par le traité de Stolbovo en 1617, en conséquence de la guerre d'Ingrie.